# Francisco Melgares
Francisco Melgares Prado (Madrid, 11 de febrero de 1905-Barcelona, 23 de marzo de 1951) fue un actor español que participó en diecisiete películas a lo largo de su trayectoria profesional, que abarcó desde 1930 hasta 1951.
Fue esposo de la también actriz Consuelo de Nieva.

## Filmografía completa
- 48 pesetas de taxi (1930)
- Una de miedo (1935)
- Patricio miró a una estrella (1935)
- Morena Clara (1936)
- Y, ahora, una de ladrones (1936)
- Mi fantástica esposa (1944)
- Una sombra en la ventana (1945)
- Cero en conducta (1945)
- El obstáculo (1945)
- Aquel viejo molino (1946)
- El castillo de Rochal (1946)
- Noche sin cielo (1947)
- Si te hubieses casado conmigo (1948)
- El hombre de mundo (1949)
- Niebla y sol (1951)
- Rostro al mar (1951)
- Me quiero casar contigo (1951)